# Niels Christian Hansen

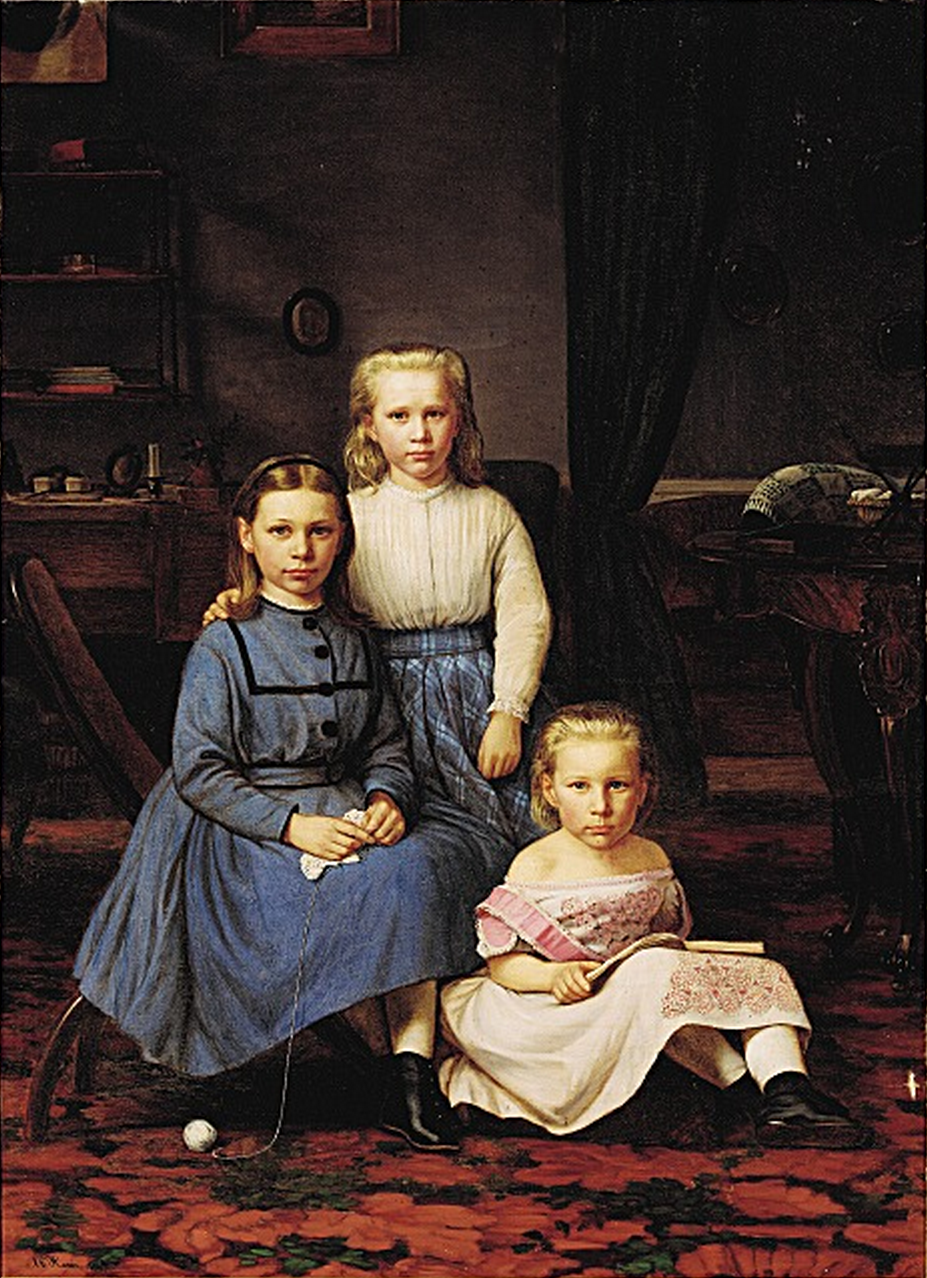
Agnes, Hedevig a Mathilde Ahlefeldt-Laurvigen

Niels Christian Hansen (16. prosince 1834, Næstved – 25. října 1922, Frederiksberg) byl dánský malíř portrétů a žánrů, fotograf a bratr průkopnického fotografa Georga Emila Hansena.

## Životopis
Byl synem Carla Christiana Hansena, cukráře, který se stal amatérským daguerrotypistou. V roce 1851 začal studovat malbu na Královské dánské akademii výtvarných umění, kde v letech 1956 a 1857 získal stříbrné medaile. V době, kdy promoval, si jeho otec s pomocí staršího bratra George otevřel malý fotografický ateliér (1854), ale rozhodl se pokračovat v kariéře malíře.
Během 60. let 19. století podnikl četné studijní cesty do Francie a Anglie. V roce 1865 mu byla uděleno ocenění De Neuhausenske Præmier za scénu zobrazující poručíka Johana Ankera a jeho hrdinské činy během bitvy u Dybbølu.
Nakonec se začal zajímat o fotografii a v roce 1867 spolu s Georgem a Albertem Schou, bývalým poručíkem a úředníkem, založili společnost Hansen & Schou. O dva roky později přijali dalšího partnera, v Německu narozeného Clemense Wellera (knihaře), takže firma byla přejmenována na Hansen, Schou & Weller. Téhož roku obdrželi královské oprávnění k jmenování oficiálními dvorními fotografy. V roce 1872 se zúčastnili výstavy Den nordiske Industri- og Konstudstilling i Kjøbenhavn 1872 v Kodani a v roce 1875 obdržel bronzovou medaili na podobné výstavě ve Vídni.
Krátce poté, co Schou z firmy odešel, se v roce 1885 společnost přestěhovala na módní místo v Bredgade. V roce 1889 Hansen odešel do důchodu, aby pokračoval v malování. Zpočátku, možná ovlivněn zkušenostmi s fotografováním, maloval velmi detailně naturalistickým stylem. Později se jeho výběr předmětů a stylů stal flexibilnějším.
Nikdy se neoženil a byl pohřben na Garrisonově hřbitově v Kodani.

## Galerie

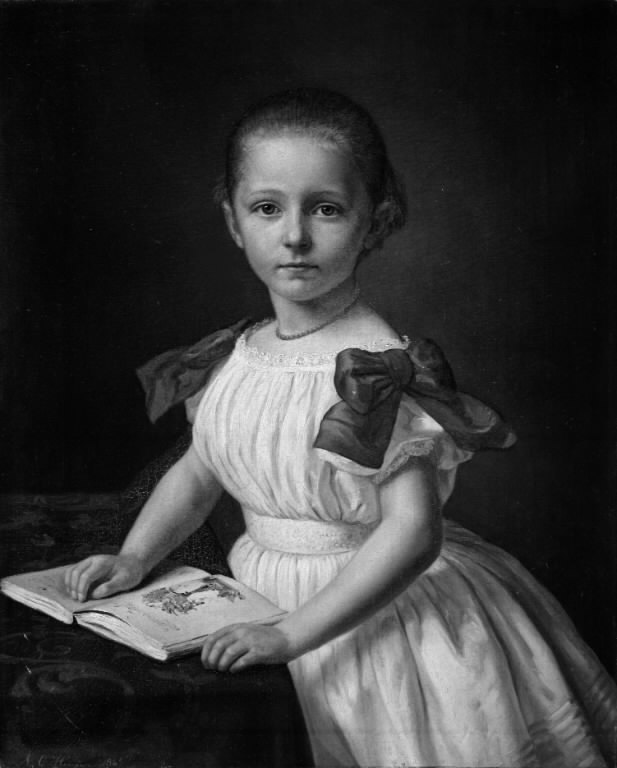
Thyra Schou, f. Knudsen, som barn, Statens Museum for Kunst
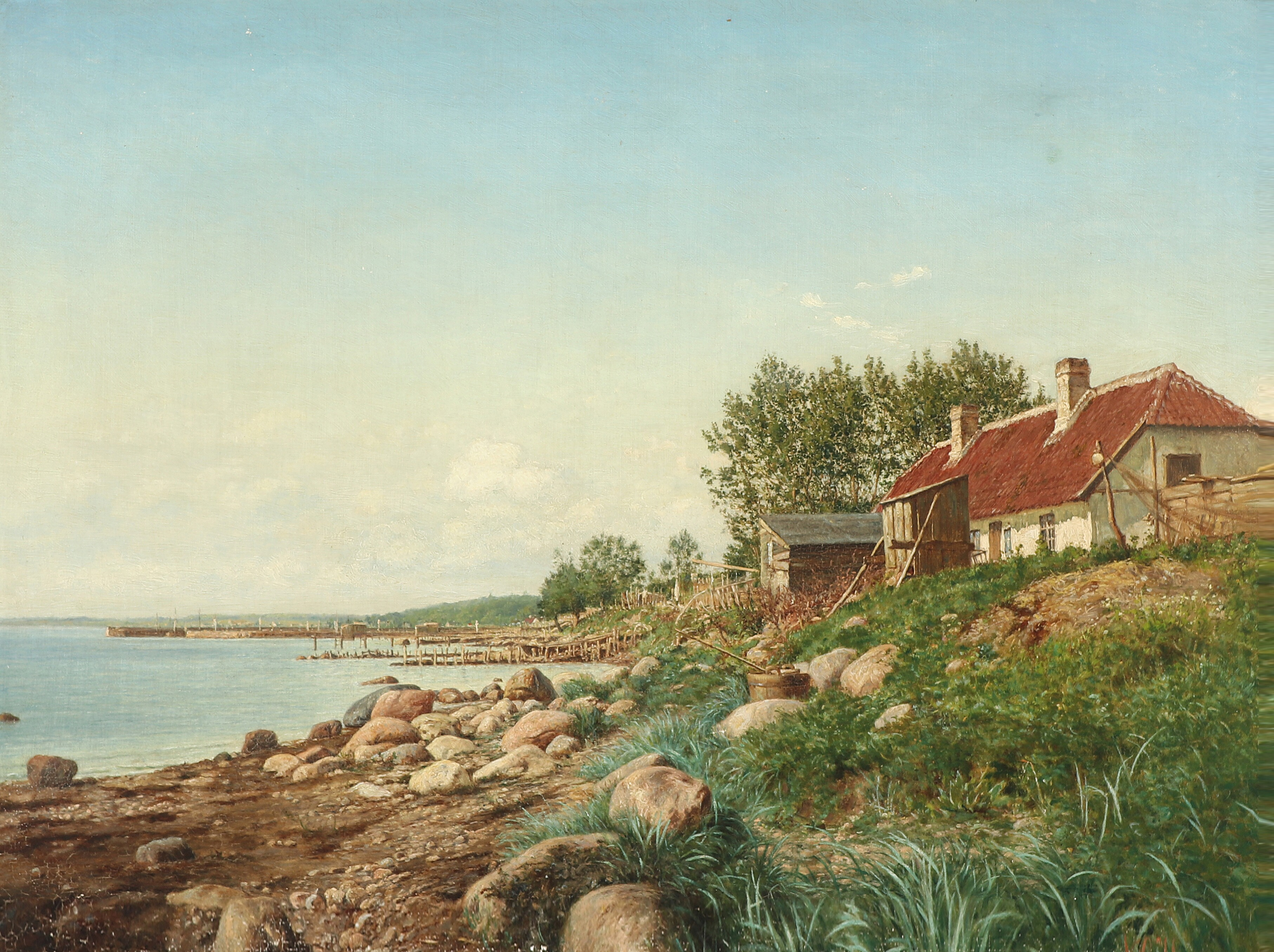
Kystparti med stenet strandbred samt fiskerhuse, 1894
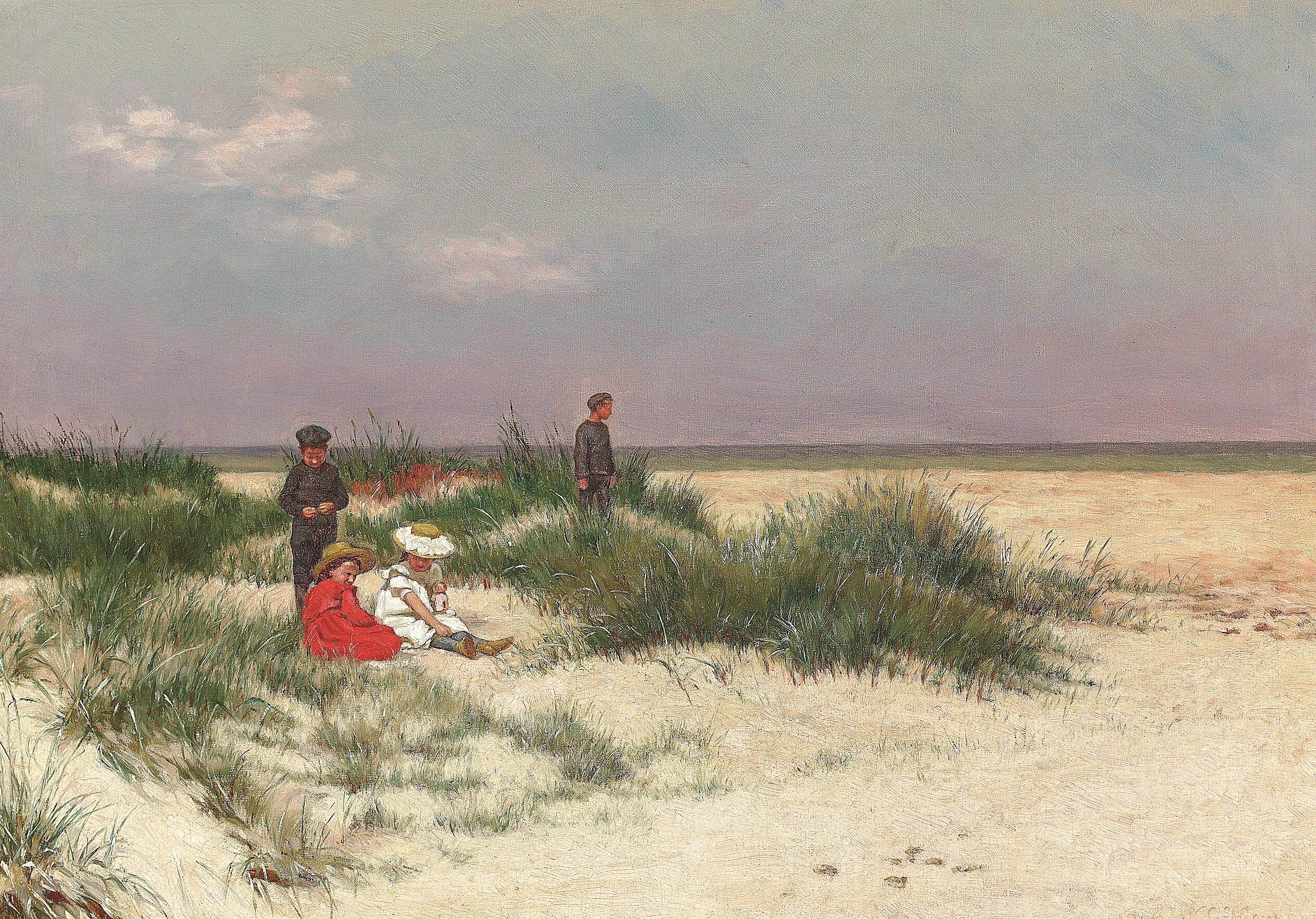
Strandparti med børn i klitterne, 1904
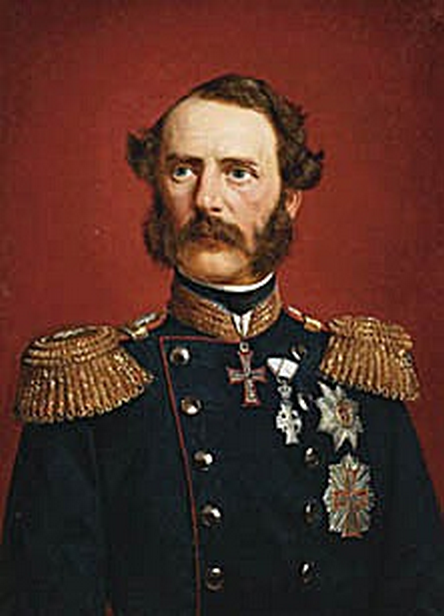
Christian IX.
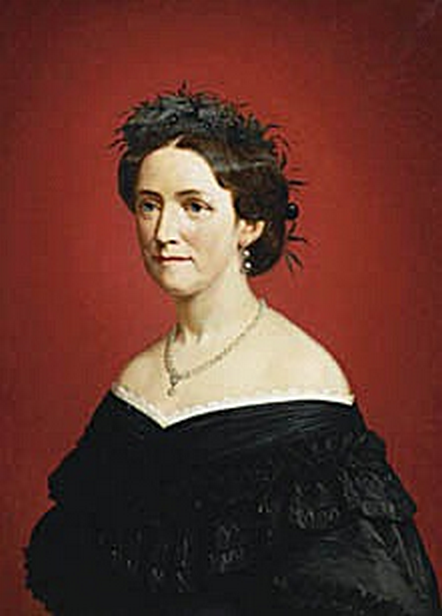
Dronning Louise
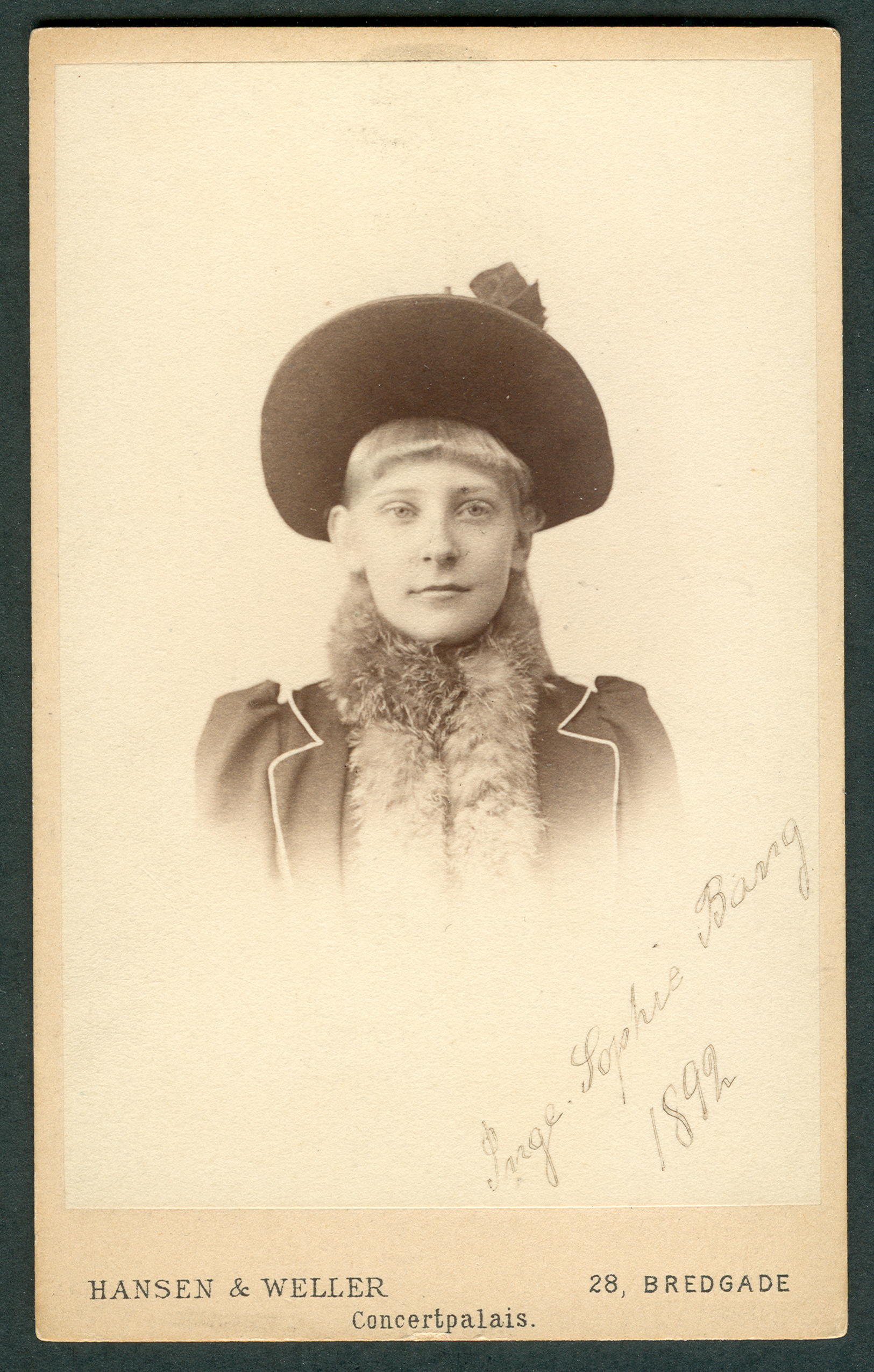
Hansen & Weller Photographiske Etablissement Kjöbenhavn K. 28, Bredgade 28, Concertpalais Musterschutz A. L. Bang Elisabeth, 1892
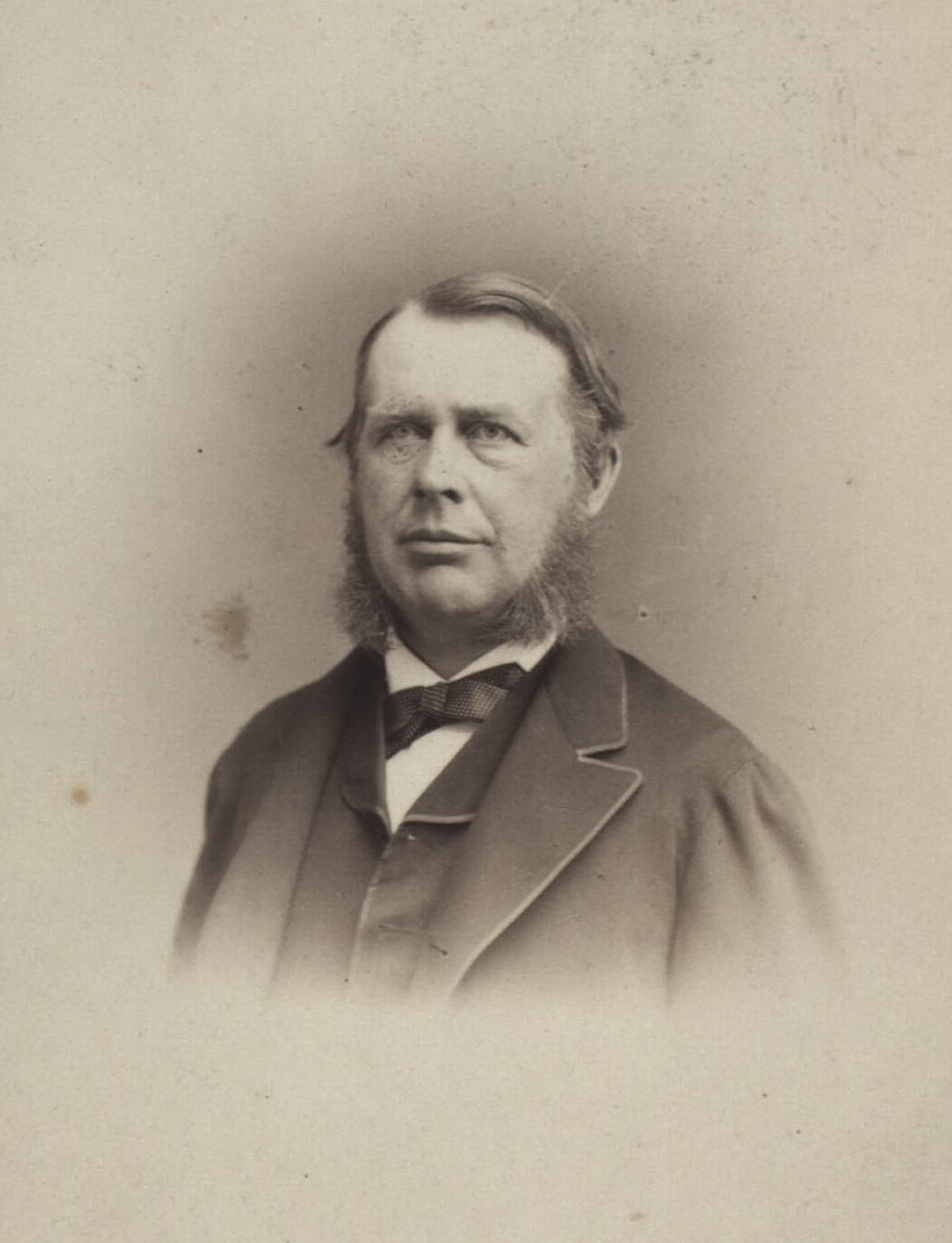
Frederik Georg Julius Moltke
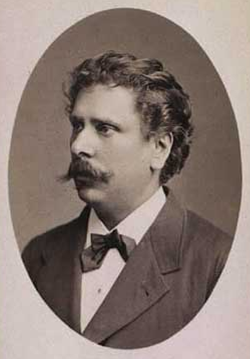
G. A. Lembcke
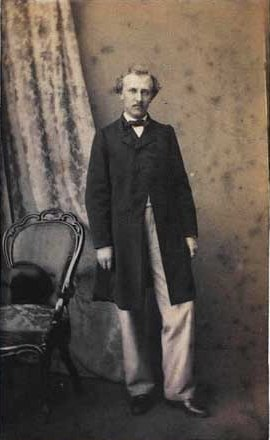
Niels Christian Hansen, 1861
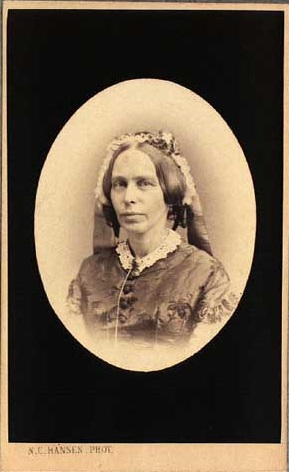
Pauline Elise Brøndsted (1815-1895)